# Éxtasis vivo
Éxtasis vivo es el primer álbum en vivo de la banda de rock argentina Los Ratones Paranoicos editado en 1994 por Epic Records.
Este trabajo fue grabado en el Estadio Obras Sanitarias en abril de 1994, y fue producido una vez más por Andrew Loog Oldham. 
Incluye también 3 nuevas canciones de estudio: "Algo Mal", "La Calavera" y "Cerebro Mágico", grabadas en los Estudios El Pie (Bs. As.).

## Lista de canciones
1. Algo Mal* (4:02)
2. La Calavera* (2:19)
3. Ceremonia en el Hall (4:18)
4. Sucia Estrella (3:50)
5. Descerebrado (3:55)
6. Wha-Wha (5:49)
7. La Nave (3:58)
8. Líder (3:38)
9. Isabel (4:23)
10. Rock de la Calle (2:32)
11. Cowboy (4:09)
12. Enlace (4.35)
13. Cerebro Mágico* (8:22)

*Tracks 1, 2 y 13 son temas nuevos de estudio

## Músicos
- Juanse - voz, guitarra
- Sarcófago - guitarra
- Pablo Memi - bajo
- "Roy" Quiroga - batería

Invitados
- Pappo - guitarra (track 11)
- Pollo Raffo - teclados
- Andrew Loog Oldham - coros, producción